# Miche-Guerciotti
Miche-Guerciotti (código UCI: MIE) fue un equipo ciclista italiano profesional de categoría Continental, que participaba en los Circuitos Continentales UCI. A lo largo de su historia tuvo otras nacionalidades como la sanmarinense (2008-2009), búlgara (2003 y 2005) y polaca (2007); siendo en los años 2005 y 2006 de una categoría superior a la actual, Profesional Continental, pudiendo en ese caso correr carreras UCI ProTour.

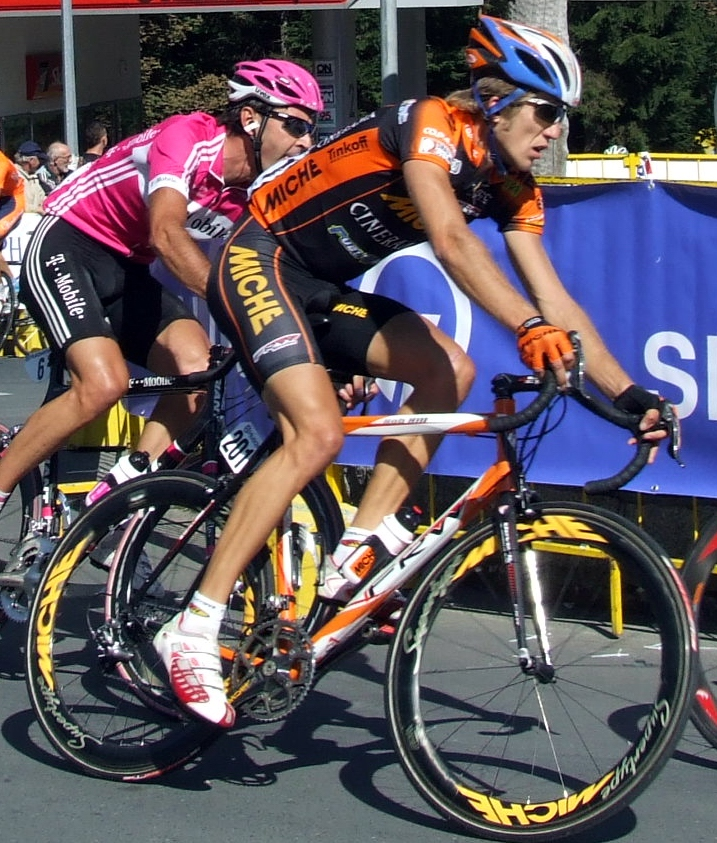
Przemysław Niemiec con el maillot del equipo.

## Historia del equipo

### 2010: fichajes de Rasmussen y Schumacher
Para el 2010 se reforzaron con el fichaje de Michael Rasmussen con el que disputaron por primera vez una carrera fuera de Europa: el Tour de San Luis. Sin embargo pronto le rescindieron el contrato debido a una mononucleosis. Para finales de año se hicieron con el fichaje de otro corredor envuelto en un caso de dopaje en el Tour de Francia en este caso Stefan Schumacher.
Sin embargo, su mejor corredor siguió siendo Przemysław Niemiec con una victoria en la Settimana Coppi e Bartali y Tour de los Pirineos, más otros puestos de honor.

## Material ciclista
A partir del 2010 utiliza bicicletas Fondriest. Anteriormente utilizó bicicletas Spiuk (2003), FRW (2004-2007) y Viver (2008-2009).

## Sede
El equipo tiene su sede en Londres (1a Arcade House-Temple Fortune 1a Arcade House NW 7TL).

## Clasificaciones UCI
La Unión Ciclista Internacional elaboraba el Ranking UCI de clasificación de los ciclistas y equipos profesionales.
A partir de 1999 y hasta 2004 la UCI estableció una clasificación por equipos divididos en tres categorías (primera, segunda y tercera). La clasificación del equipo y de su ciclista más destacado fue la siguiente:
| Año  | Categoría | Clasificación por equipos | Mejor corredor en la clasificación individual | Posición |
| 2003 | Tercera   | 37.º                      | Balazs Rohtmer                                | 673º     |
| 2004 | Segunda   | 16.º                      | Przemysław Niemiec                            | 197º     |

A partir de 2005 la UCI instauró los Circuitos Continentales UCI, donde el equipo está desde que se creó dicha categoría, registrado dentro del UCI Europe Tour. Estando en las clasificaciones del UCI Europe Tour Ranking y UCI America Tour Ranking.
Las clasificaciones del equipo y de su ciclista más destacado son las siguientes.
| Año                      | Clasificación por equipos | Mejor corredor en la clasificación individual | Posición |
| 2005 (Europe Tour)       | 35.º                      | Przemysław Niemiec                            | 26º      |
| 2005-2006 (Europe Tour)  | 35.º                      | Przemysław Niemiec                            | 31º      |
| 2006-2007 (Europe Tour)  | 33.º                      | Massimo Giunti                                | 64.º     |
| 2007-2008 (Europe Tour)  | 41.º                      | Massimo Giunti                                | 47.º     |
| 2008-2009 (Europe Tour)  | 22.º                      | Przemysław Niemiec                            | 35º      |
| 2009-2010 (America Tour) | (Último)                  | -                                             | -        |
| 2009-2010 (Europe Tour)  | 20.º                      | Przemysław Niemiec                            | 24º      |
| 2010-2011 (Africa Tour)  | 9.º                       | Giuseppe Di Salvo                             | 62.º     |
| 2010-2011 (Asia Tour)    | 30.º                      | Stefan Schumacher                             | 89.º     |
| 2010-2011 (Europe Tour)  | 12.º                      | Davide Rebellin                               | 3º       |

## Palmarés
Para años anteriores, véase Palmarés del Miche-Guerciotti

## Plantilla
Para años anteriores, véase Plantillas del Miche